# Лимира
Лими́ра (ликийск. Zemuri, др.-греч. Λίμυρα) — небольшой город в древней Ликии на южном побережье Малой Азии, на реке Лимирус. Название предположительно происходит от лувийского «Луамира», «Мать Солнца-луны/света». Город основан лувийцами, и тут исповедовали культ поклонения Матери Солнца. Предположительно Лимира была основана в V веке до н. э.
Руины города расположены в 8 километрах от современного города Финике.
В IV веке до нашей эры ликийский царь Перикл принял его в качестве столицы Ликийской лиги; впоследствии он попал под контроль Персидской империи. После того, как Александр Македонский захватил этот регион и прекратил персидское правление в нём, большая часть Ликии стала управляться Птолемеем I Сотером. Его сын Птолемей II Филадельф поддержал жителей Лемиры против вторжения галатов, и жители посвятили ему памятник, Птолемаион, в благодарность.
Пять некрополей этого периода демонстрируют важность города. Мавзолей Перикла особенно известен своими тонкими рельефами и изысканными скульптурами, такими как Персей, убивающий Медузу и одну из ее сестер.
Лимира упоминается Страбоном (XIV, 666), Птолемеем (V, 3, 6) и несколькими латинскими авторами. Гай Цезарь, приемный сын Августа, умер там (Velleius Paterculus, II, 102). В честь Гая Цезаря в городе был воздвигнут грандиозный кенотаф.
В римский период жители города врезали в холм театр, который вмещал 8000 зрителей. Он был введен в эксплуатацию во втором веке нашей эры важным ликийским благотворителем по имени Опрамоас из Родиаполиса. Также с этого периода сохранились руины бани со сложной системой отопления и улицы с колоннами. Античный мост под Лимирой, к востоку от города, является одним из старейших сегментарных арочных мостов в мире.